# Radio Days
Radio Days è un film del 1987 scritto e diretto da Woody Allen. Il film ritrae affettuosamente la vita delle famiglie statunitensi durante gli anni d'oro della radio.
Voce narrante del film, Allen racconta le storie della sua gioventù, sebbene non compaia personalmente nella pellicola, ma sia impersonato dal giovane Seth Green. È l'unico film che vede insieme le due compagne storiche di Allen: Mia Farrow e Diane Keaton.
È stato presentato fuori concorso al 40º Festival di Cannes.

## Trama
Due ladri saccheggiano una casa mentre i proprietari sono al cinema. Squilla il telefono, uno dei due non resiste alla tentazione e risponde: si trova in diretta a un quiz radiofonico, il presentatore gli fa ascoltare tre motivi suonati dall'orchestra, il ladro li indovina tutti. I proprietari tornano a casa e la trovano svuotata, ma il mattino dopo arriva un camion pieno di elettrodomestici vinti al quiz.
La famiglia di Joe vive nella zona residenziale del distretto Queens, a Rockaway Beach; ogni membro trova negli shows radiofonici una fuga dalla realtà ascoltando gossip su celebrità, leggende dello sport, letture di romanzi celebri, e soprattutto canzoni. Lo zio Abe si reca infuriato dai vicini di casa comunisti per chiedergli di spegnere la radio e rispettare la festività ebraica e torna dopo ore indottrinato sulla lotta di classe e dichiarando la religione “oppio dei popoli”. La zia Bea, perennemente in cerca di marito, si ritrova in un'auto in panne insieme a uno spasimante proprio durante la famosa trasmissione radiofonica di Orson Welles che simula un'invasione di marziani negli U.S.A., trasposizione di un romanzo di H.G. Wells. Il giovane Joe sogna a occhi aperti, biasimato non solo dai genitori ma anche dal rabbino per avere utilizzato a fini personali i fondi raccolti a favore degli ebrei tedeschi durante il nazismo. Sally, aspirante stellina, assiste a un omicidio mafioso e viene rapita dal sicario, che si rivela un ex vicino di casa.

## Recensione
Questo film, come il precedente Manhattan, è un altro omaggio di Woody Allen alla sua amata New York. Secondo alcuni critici, tra cui Tullio Kezich, ha delle somiglianze con Amarcord di Federico Fellini.

## Colonna sonora
La colonna sonora del film rende omaggio ai classici degli anni 30 e 40, e svolge un ruolo molto importante nella trama. Perfino l'adattamento radiofonico di Orson Welles  su La guerra dei mondi, che fece il suo successo, svolge una parte nella vita di Bea.

## Riconoscimenti
- 1988 - Premio Oscar
  - Candidatura Miglior sceneggiatura originale a Woody Allen
  - Candidatura Miglior scenografia a Speed Hopkins
- 1988 - Premio BAFTA
  - Migliori costumi a Jeffery Kurland
  - Migliore scenografia a Santo Loquasto
  - Candidatura Miglior film a Robert Greenhut, Woody Allen
  - Candidatura Miglior sceneggiatura originale a Woody Allen
  - Candidatura Miglior attrice non protagonista a Dianne Wiest
  - Candidatura Miglior montaggio a Susan E. Morse
  - Candidatura Miglior sonoro a Robert Hein, James Sabat, Lee Dichter
- 1988 - Writers Guild of America Awards
  - Candidatura Migliore sceneggiatura a Woody Allen